# Piotr Szczepański (ur. 1951)

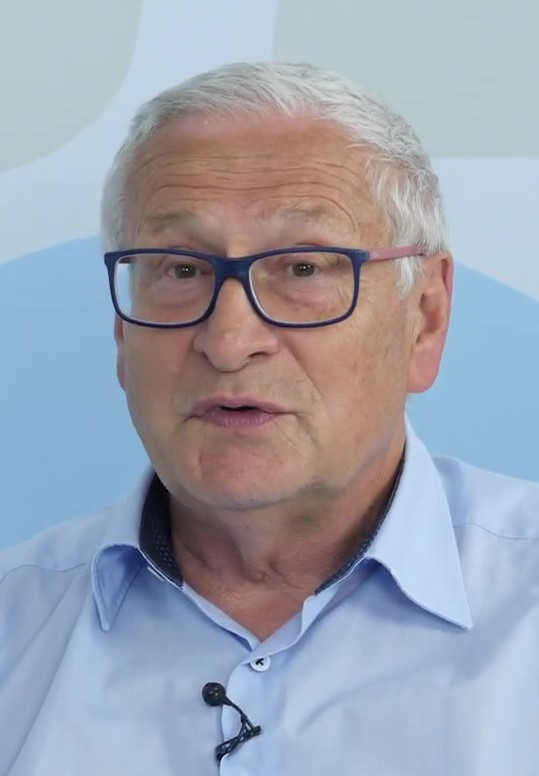
Piotr Szczepański (2020)

Piotr Stanisław Szczepański (ur. 21 stycznia 1951 w Warszawie) – polski działacz społeczny, dyplomata i inżynier, prezes zarządu Fundacji Wspomagania Wsi.

## Życiorys
Ukończył w 1976 studia na Wydziale Inżynierii Sanitarnej i Wodnej Politechniki Warszawskiej. Do 1985 był pracownikiem naukowym tej uczelni. W 1980 wstąpił do "Solidarności", organizował struktury związku na uczelni, brał udział w I Krajowym Zjeździe Delegatów w Gdańsku. Po wprowadzeniu stanu wojennego współpracował z podziemną "Solidarnością", był zatrzymywany przez funkcjonariuszy SB.
W 1987 został pracownikiem Fundacji Wspomagającej Zaopatrzenie Wsi w Wodę, zajmującej się udzielaniem wsparcia finansowego dla inwestycji w tworzenie sieci wodociągów i kanalizacji na terenach wiejskich, a także organizację szkoleń w zakresie małej przedsiębiorczości. W 1989 został członkiem prezydium zarządu Regionu Mazowsze NSZZ "S", rok później objął stanowisko radcy Ambasady RP w Waszyngtonie. W 1993 powrócił do pracy w fundacji, został też członkiem Stowarzyszenia Euro-Atlantyckiego.
W 1999, po utworzeniu na bazie dwóch organizacji Fundacji Wspomagania Wsi, powołano go na prezesa zarządu tej fundacji.

## Odznaczenia
W 2011 prezydent Bronisław Komorowski odznaczył go Krzyżem Oficerskim Orderu Odrodzenia Polski. W 2002 otrzymał peruwiański Order Zasługi za Wybitną Służbę w klasie komandora.